# Menapi

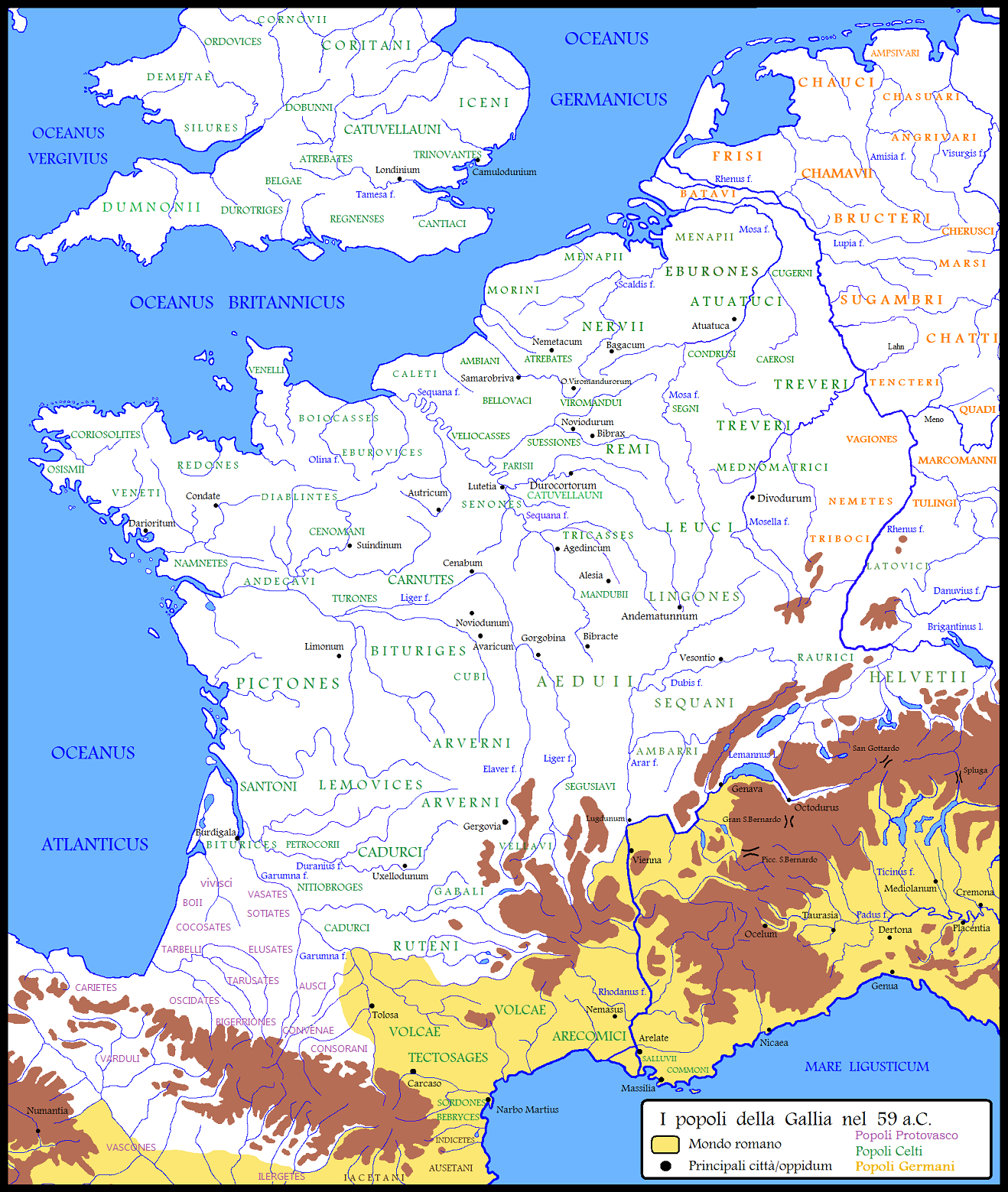
Mappa della Gallia nel 59 a.C., prima della conquista di Cesare.

I Menapi erano una tribù celtica appartenente al territorio della Gallia Belgica.

## Territorio
I Menapi, secondo Strabone e Tolomeo, vivevano nella zona dell'estuario del Reno e verso sud lungo la Schelda, fino alle Ardenne, in epoca pre-romana e romana. La loro città principale era l'oppidum di Cassel, nei pressi di Terouanne (Francia del nord). Confinavano a ovest coi Morini, a sud-est coi Nervi, a nord-est con gli Eburoni (fino all'arrivo di Cesare, a cui si opposero strenuamente), a est coi Tungri (da dopo Augusto) e a nord (oltre la foce della Schelda) coi Sigambri e i Batavi.

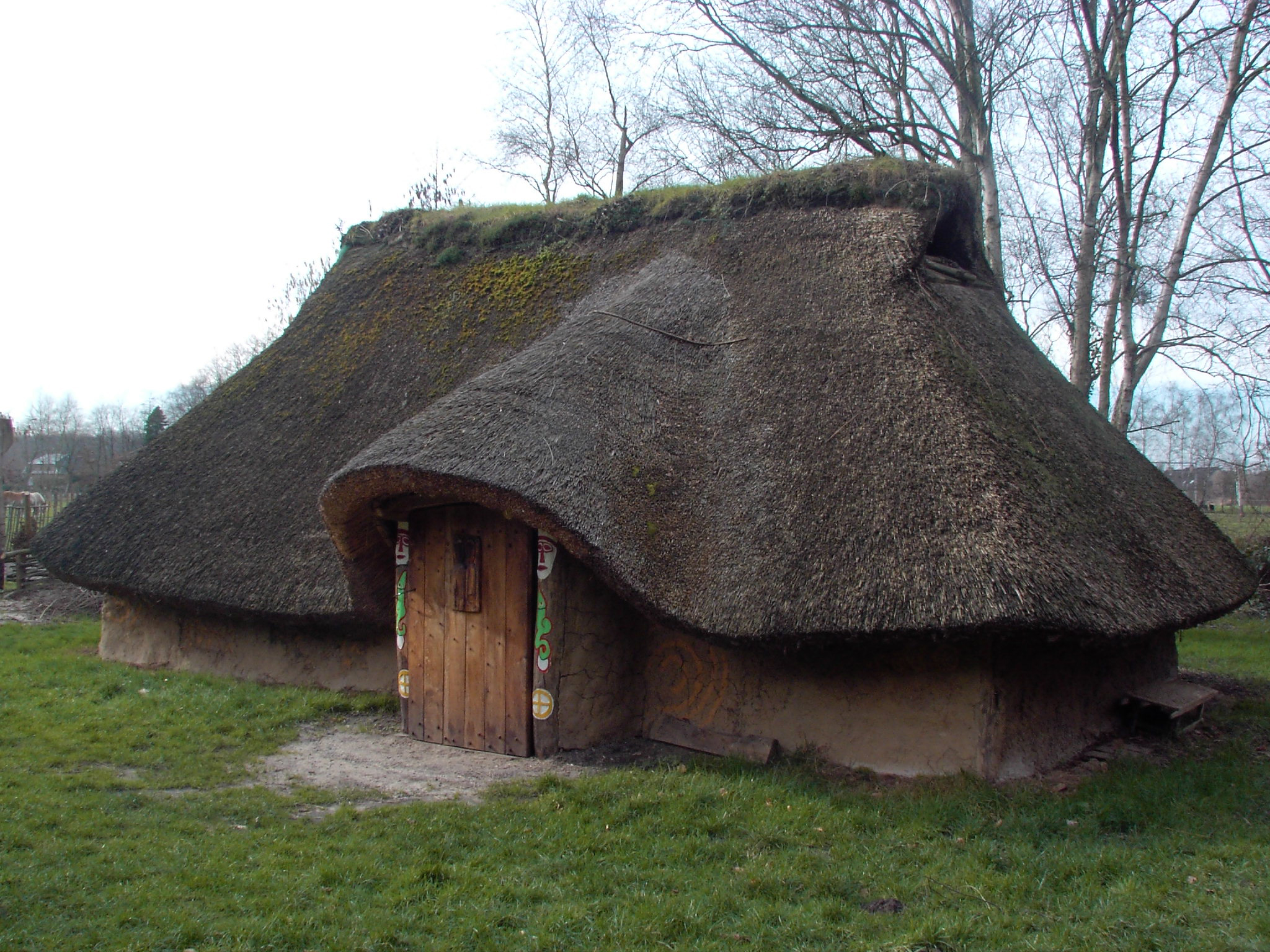
Ricostruzione di una dimora dei Menapi a Destelbergen.

### Manapi d'Irlanda
Sempre Tolomeo parla di una tribù del sud-est dell'Irlanda, dalla denominazione omofona di Manapi. Ma toponimi come Fermanagh fanno pensare anche a una loro presenza nel nord-ovest dell'isola.

## La campagna di Cesare
Resistettero tenacemente fino al 54 a.C. alla conquista romana. Fornirono 9 000 uomini alla coalizione belgica che nel 57 a.C. venne sconfitta dai romani e l'anno successivo si schierarono coi Veneti contro Cesare. Anche se quest'ultimo prevalse, Menapi e Morini rifiutarono la pace, continuando a fare guerra agli invasori romani. Solo dopo diverse e devastanti campagne, il generale romano riuscì a piegarli, ponendoli sotto il controllo del suo alleato Commio degli Atrebati.

## Epoca romana
Una coorte romana formata da ausiliari Menapi è attestata da iscrizioni del II secolo in Britannia. E l'usurpatore Carausio, comandante della flotta romana che nel III secolo si proclamò imperatore della Britannia e della Gallia settentrionale era un menape nato in Batavia. E nel V secolo la Notitia Dignitatum menziona una legione di menapi senior.